# Corbin Bleu
Corbin Bleu Reivers (* 21. Februar 1989 in Brooklyn, New York City) ist ein US-amerikanischer Schauspieler, Sänger, Tänzer und Model italienischer und jamaikanisch-afrikanischer Abstammung.

## Leben und Wirken

### Kindheit, Jugend und erste Auftritte
Corbin Bleu ist der Sohn von Martha und David Reivers. Seine Mutter ist Italo-Amerikanerin und sein Vater ist Jamaika-Amerikaner. Da sein Vater ebenfalls Schauspieler ist, benutzt er seinen zweiten Vornamen als Nachnamen, um nicht mit den schauspielerischen Leistung seines Vaters verglichen zu werden. Er hat drei jüngere Schwestern: Jag, Phoenix und Hunter und lebt mit seiner Familie in Los Angeles. Bereits als Kind hatte Bleu mehrere Jahre Tanzunterricht, die sich auf Ballett und Jazz richteten. Corbin Bleu hatte schon im Alter von zwei Jahren erste Werbeauftritte für Produkte wie Bounty, Hasbro und Nabisco. Im Alter von vier war er ein Modell mit der Ford Modeling Agency in New York. Bleu absolvierte in Los Angeles County die High School for the Arts und hatte auf der Debbie Allen Dance Academy eine weiterführende Tanzausbildung. In New York besuchte er die High School of Performing Arts.

### Film
Corbin Bleu spielte bereits 1996 als Kind in Serien wie High Incident, Emergency Room – Die Notaufnahme und 1998 in Malcolm & Eddie. 1999 folgten Filme wie Galaxy Quest und Mystery Men. 2005 wurde Corbin Bleu nach seiner künstlerischen Ausbildung einem breiten Publikum durch die Rolle des Nathan McHugh in der populären Fernsehserie Flight 29 Down bekannt. Rollen in weiteren Serien wie Neds ultimativer Schulwahnsinn (2006), Hannah Montana 2009 und Phineas und Ferb. Die Rolle des Isaac Taylor in der populären Fernsehserie The Beautiful Life brachten weitere Bekanntheit. Es folgte eine durchgehende Rolle in der Animation von Twinkle Toes, 2012 eine Rolle in Bob Badways Horrorfilm Scary or Die, in Nathan Frankowskis Renee und in Douglas Aarniokoskis 3D-Horror-Thriller Nurse 3D. 2013 spielte Corbin Bleu in dem Reunion von Liebe, Lüge, Leidenschaft die Rolle des Jeffrey King in vier Folgen, 2013 hatte er einen Gastauftritt als Jordan in der Serie Franklin & Bash, sowie eine Rolle in Brett Simmons Horror-Thriller The Monkey’s Paw.

### Musical
Corbin Bleu erhielt 2010 die Hauptrolle in dem Broadway-Musical In the Heights. Nach zwei Jahren reiner Schauspielarbeit kehrte er 2012 an den Broadway in der Wiederbelebung der Godspell zurück.
2013 nahm er an der 17. Staffel von Dancing with the Stars teil und belegte den zweiten Platz. Seine Tanzpartnerin war Karina Smirnoff.

### Musik
Mit dem Song Push It to the Limit, dem Titelsong des Disney-Films Jump In!, hatte Corbin Bleu einen ersten Erfolg als Musiker. Er erreichte Platz 14 der US-Charts. Sein Debütalbum Another Side wurde im Mai 2007 veröffentlicht. und erreichte die Top 40. Außer einem Duett mit Lucas Grabeel mit dem Titel I Don’t Dance, das aus dem Soundtrack zu High School Musical 2 ausgekoppelt wurde, hatte er jedoch keine weiteren Charterfolge mehr. Bleus zweites Album Speed of Light erschien am 10. März 2009 in den USA, dem weitere Singleproduktionen folgten.

## Filmografie (Auswahl)

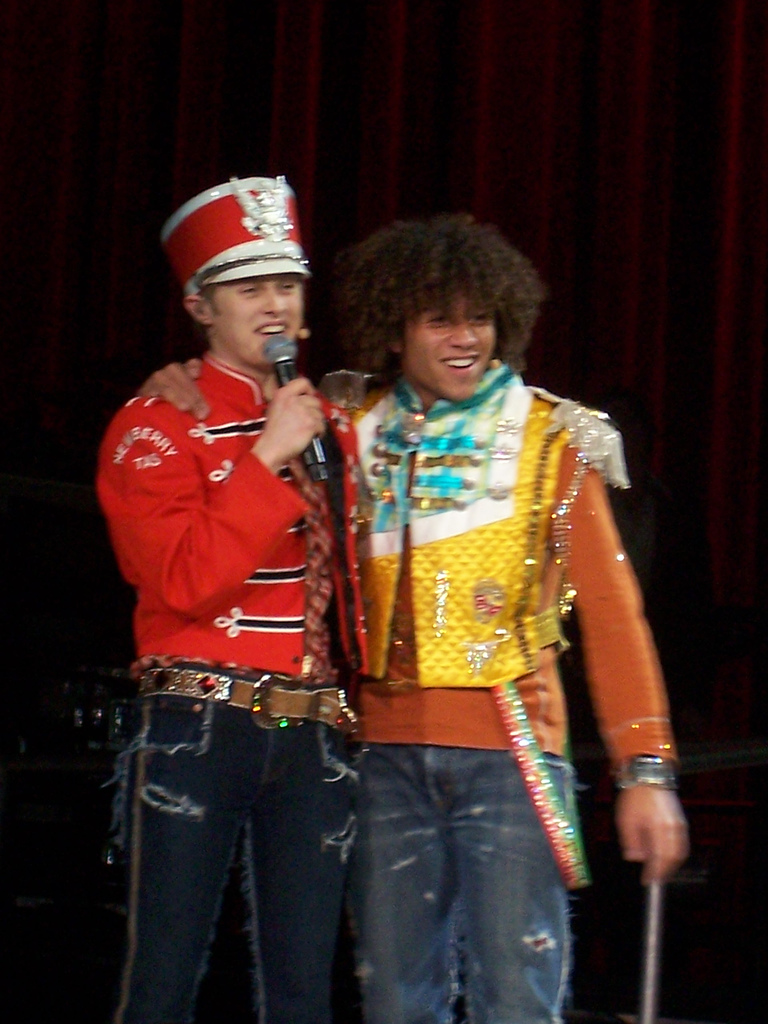
Bleu bei der Tournee zu High School Musical mit Lucas Grabeel

Bleu wird im Deutschen oft von Max Felder gesprochen.

### Fernsehserien
- 1996: Emergency Room – Die Notaufnahme (ER) – Ask Me No Questions, I’ll Tell You No Lies
- 1998: Malcolm & Eddie – Menace II Theology
- 2005–2007: Flight 29 Down (27 Episoden)
- 2006–2008: Hannah Montana (2 Episoden)
- 2006: Disney Channel Games
- 2007: Neds ultimativer Schulwahnsinn (Ned’s Declassified School Survival Guide, 2 Episoden)
- 2009: Phineas und Ferb (Phineas and Ferb, 2 Episoden)
- 2009: The Beautiful Life (5 Episoden)
- 2010: Good Wife (The Good Wife) – Cleaning House
- 2012: Blue Bloods – Crime Scene New York (Blue Bloods) – Family Business
- 2013: Liebe, Lüge, Leidenschaft (One Life to Live, 4 Episoden)
- 2013: Franklin & Bash – Dead and Alive
- 2013: Dancing with the Stars (Staffel 17)
- 2014: Psych – Shawn and Gus Truck Things Up
- 2014: Drop Dead Diva (2 Episoden)
- 2016: Castle – Tone Death
- 2016: The Fosters (Folge 3x19)
- 2022: High School Musical: Das Musical: Die Serie (High School Musical: The Musical: The Series)

### Spielfilme
- 1998: Beach Movie
- 1998: Star Force Soldier (Soldier)
- 1999: Galaxy Quest – Planlos durchs Weltall (Galaxy Quest)
- 1999: Mystery Men
- 1999: Family Tree
- 2004: Mission: Possible – Diese Kids sind nicht zu fassen! (Catch That Kid)
- 2006: High School Musical
- 2006: High School Musical – Tanz mit (High School Musical Dance-Along)
- 2007: High School Musical: The Concert
- 2007: High School Musical 2
- 2007: Disney Channel Games
- 2007: Jump In!
- 2007[29]: Flight 29 Down: The Hotel Tango (Flight 29 Down: The Movie)
- 2008: High School Musical 3: Senior Year
- 2008: Free Style
- 2010: I Owe My Life to Corbin Bleu
- 2011: Sugar
- 2011: Die kleine blaue Lokomotive (The Little Engine That Could, Stimme)
- 2011: Twinkle Toes (Animation)
- 2012: Renee
- 2012: Scary or Die
- 2013: Nurse 3D
- 2013: The Monkey’s Paw
- 2015: Megachurch Murder
- 2019: Laufen. Reiten. Rodeo. (Walk. Ride. Rodeo.)
- 2021: Weihnachten auf dem Tanzparkett (A Christmas Dance Reunion)

### Musicals
- 2010: In the Heights[30]
- 2012: Godspell[31]

## Diskografie
Alben
- 2007: Another Side
- 2009: Speed of Light

Singles
- 2006: Push It to the Limit
- 2007: Still There for Me (mit Vanessa Hudgens)
- 2007: Deal with It
- 2007: I Don’t Dance (mit Lucas Grabeel)
- 2007: What Time Is It? (Cast, US: Gold)
- 2008: The Boys Are Back (mit Zac Efron)
- 2008: Run It Back Again
- 2009: If We Were a Movie (mit Miley Cyrus)
- 2009: Moments That Matter
- 2009: Celebrate You

## Auszeichnungen und Nominierungen

### Nominierungen
NAACP Image Award
- 2007: In der Kategorie Outstanding Performance in a Youth für High School Musical

Young Artist Award
- 2007: In der Kategorie Best Performance in a TV Movie, Miniseries or Special (Comedy or Drama) – Supporting Young Actor für High School Musical

Poptastic! Awards
- 2007: In der Kategorie Favorite Music Video für Push It to the Limit
- 2007: In der Kategorie Favorite Song für Push It to the Limit
- 2007: In der Kategorie Favorite TV Actor
- 2007: In der Kategorie Favorite Album für Another Side
- 2007: In der Kategorie Most Wanted To Meet

Teen Choice Award
- 2009: In der Kategorie Choice Movie Actor: Music/Dance für High School Musical 3: Senior Year

### Auszeichnungen
LA High School for the Arts
- 2005: In der Kategorie Theatre Student of the Year

Disney Channel New Years Bowl-A-Thon
- 2006: In der Kategorie Best Best Hair While Bowling

Poptastic! Awards
- 2007: In der Kategorie Male Singer